# ジョットの鐘楼

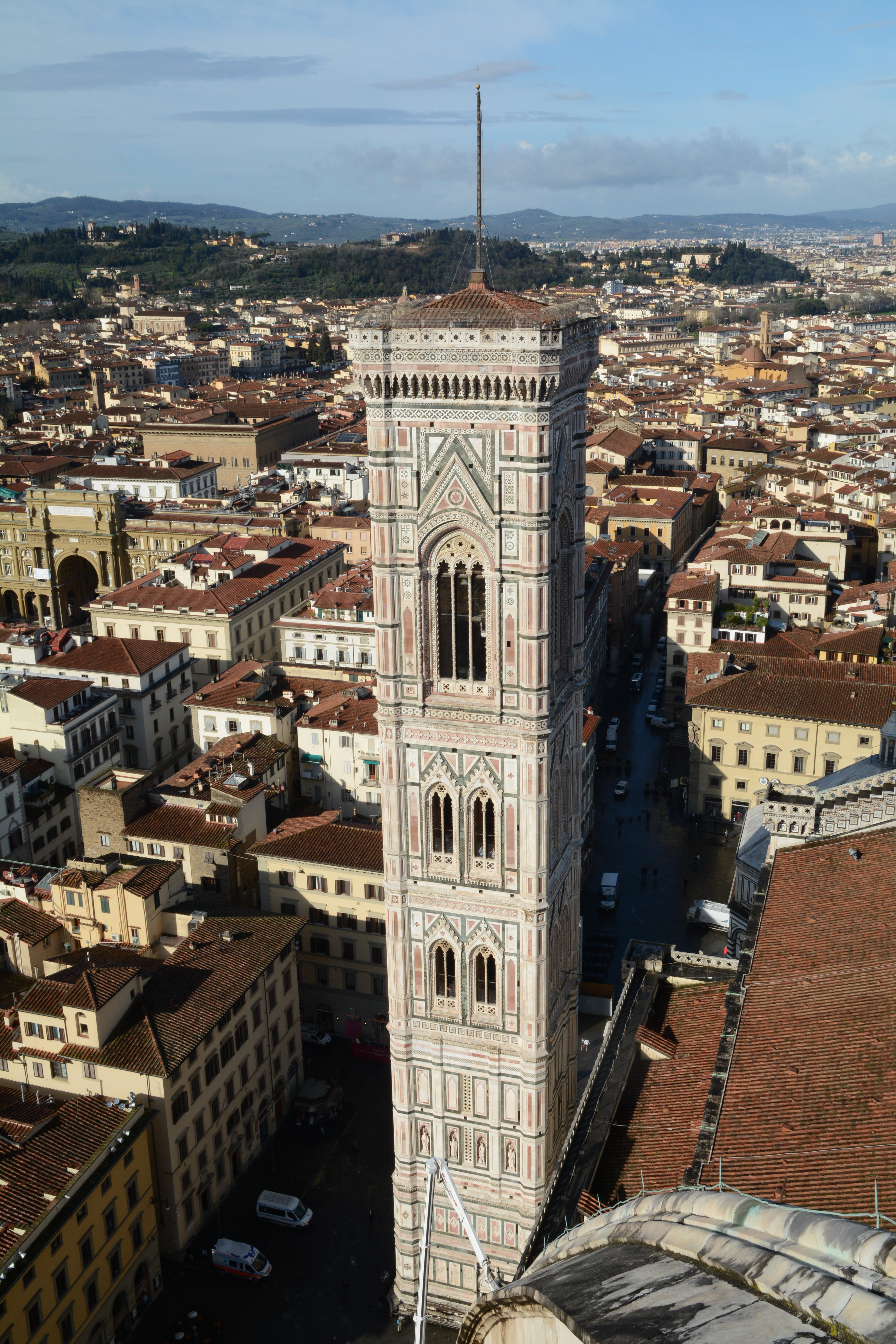
ジョットの鐘楼(ドゥオーモより)

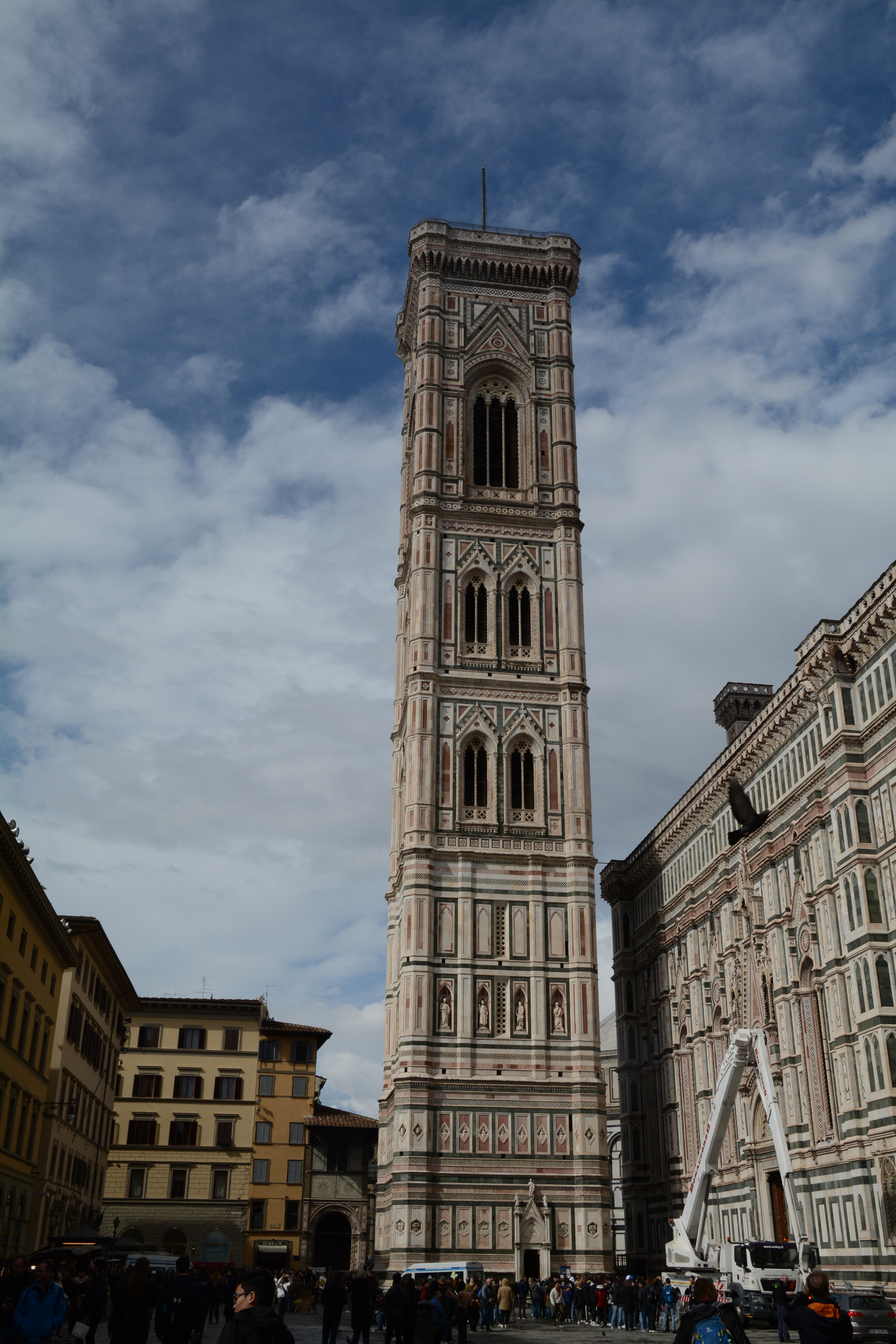
ジョットの鐘楼（地面より）

ジョットの鐘楼（ジョットのしょうろう、Campanile di Giotto）は、フィレンツェのサンタ・マリア・デル・フィオーレ大聖堂の脇に建っている高さ約84mの鐘楼である。大聖堂と同じく赤、白、緑の大理石で作られているゴシック様式の建築。

## 歴史
大聖堂の建設にあたって、1334年に工匠頭に任命されたジョット・ディ・ボンドーネは、アルノルフォ・ディ・カンビオの構想にあった鐘楼の計画に専念し、すぐにその建築を開始した。しかし、ジョットは基底部分の建築が済んだ時点（1337年）で死去し、以後は弟子のアンドレア・ピサーノ、1350年以降は聖堂の建築を指揮していたフランチェスコ・タレンティが引き継いでいる。聖堂よりも100年も早い1387年に塔は完成したが、当初計画された塔頂部の尖塔は造られなかった。

## 装飾
象眼や彫刻で飾られた基底部分はジョットの構想によるもので、56枚のレリーフと16体の彫刻（オリジナルはドゥオーモ付属博物館に収められている）で飾られ、どことなくアルノルフォ・ディ・カンビオによる装飾を想起させる。2階部分はピサーノ、さらに上の3つの階はタレンティの指揮によるもので、上部に行くに従って各層の大きさが増大するようになっている。タレンティの指揮した層には、装飾的な意味しかもたない破風とねじれ柱を備えたランセット窓（槍の穂先に似たアーチを持つ窓）が取り付けられている。これらは明らかにその様式が異なるが、全体としての調和は損なわれていない。
鐘楼外壁の装飾はほとんどレプリカである。オリジナルは大聖堂付属美術館に収蔵されている。

## 拝観
1月1日、復活祭の日曜日、12月24・25日以外であれば、6ユーロで塔の屋根部分まで登ることができる。階段は414段あり、入り口には「心臓に障害のある方は上らないように」といった注意書きがある。登る途中で落書きをする人が多く、バーチャルに落書きするタブレット端末を設置している。